# Mar de Espanha
Mar de Espanha là một đô thị thuộc bang Minas Gerais, Brasil. Đô thị này có diện tích 372,108 km², dân số năm 2007 là 11139 người, mật độ 30,1 người/km².